# Hesketh 308
El Hesketh 308 también conocido como 308B, fue un monoplaza de Fórmula 1 diseñado por Harvey Postlethwaite para Hesketh Racing para competir en las temporadas de 1974 y 1975. El coche le dio a James Hunt su primera victoria, en el Gran Premio de los Países Bajos de 1975 en Zandvoort.

## Historia

### 1974

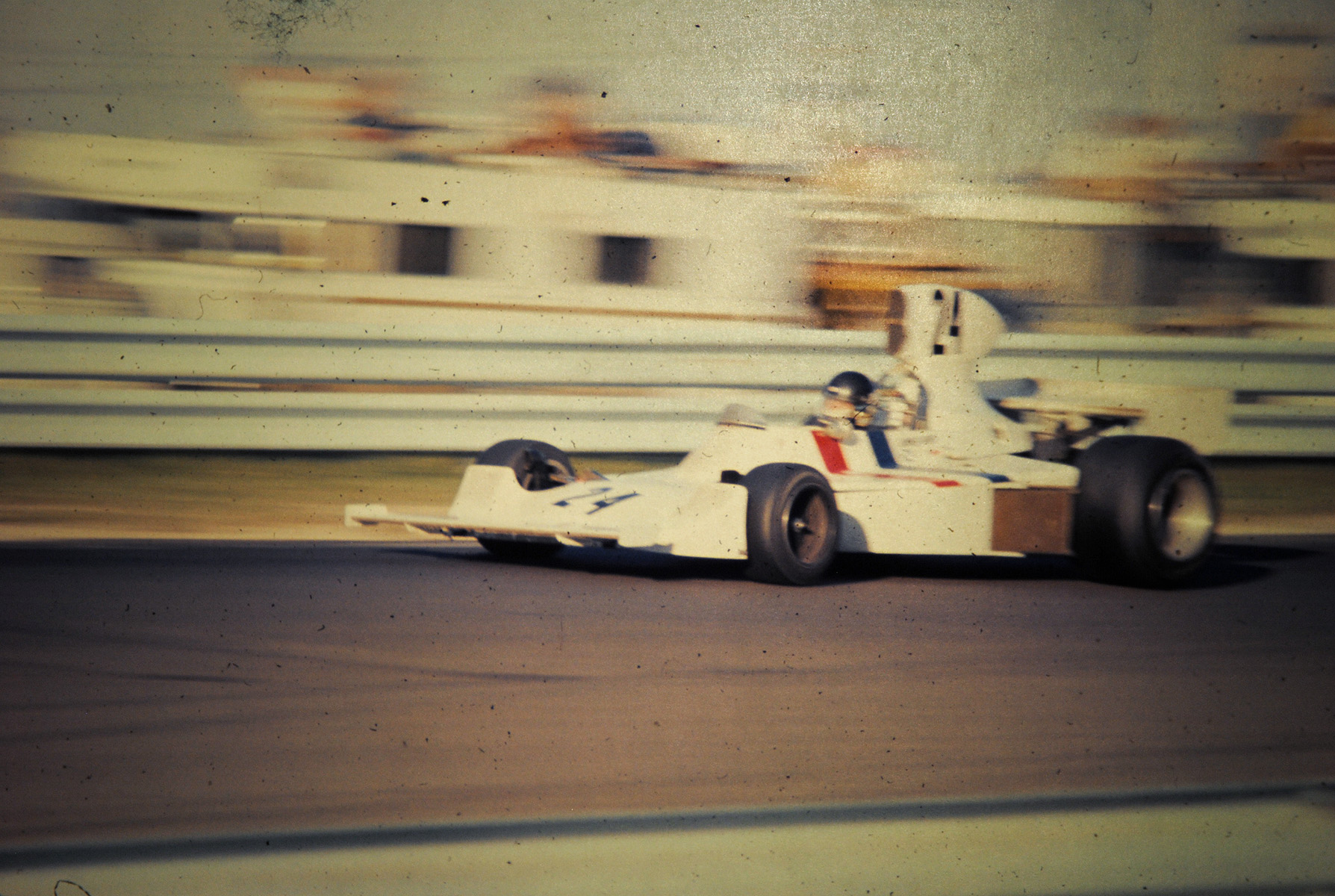
Hunt en el 308; Watkins Glen, 1974

El Hesketh 308 fue creado para reemplazar el antiguo chasis March 731 utilizado por Hesketh en 1973. Estaba propulsado por un Ford Cosworth DFV. En 1974, James Hunt acumuló abandonos por roturas pero, al final de la temporada, subió dos veces al podio, en Austria y en Estados Unidos, y permitió a su equipo terminar sexto en el campeonato de constructores.

### 1975

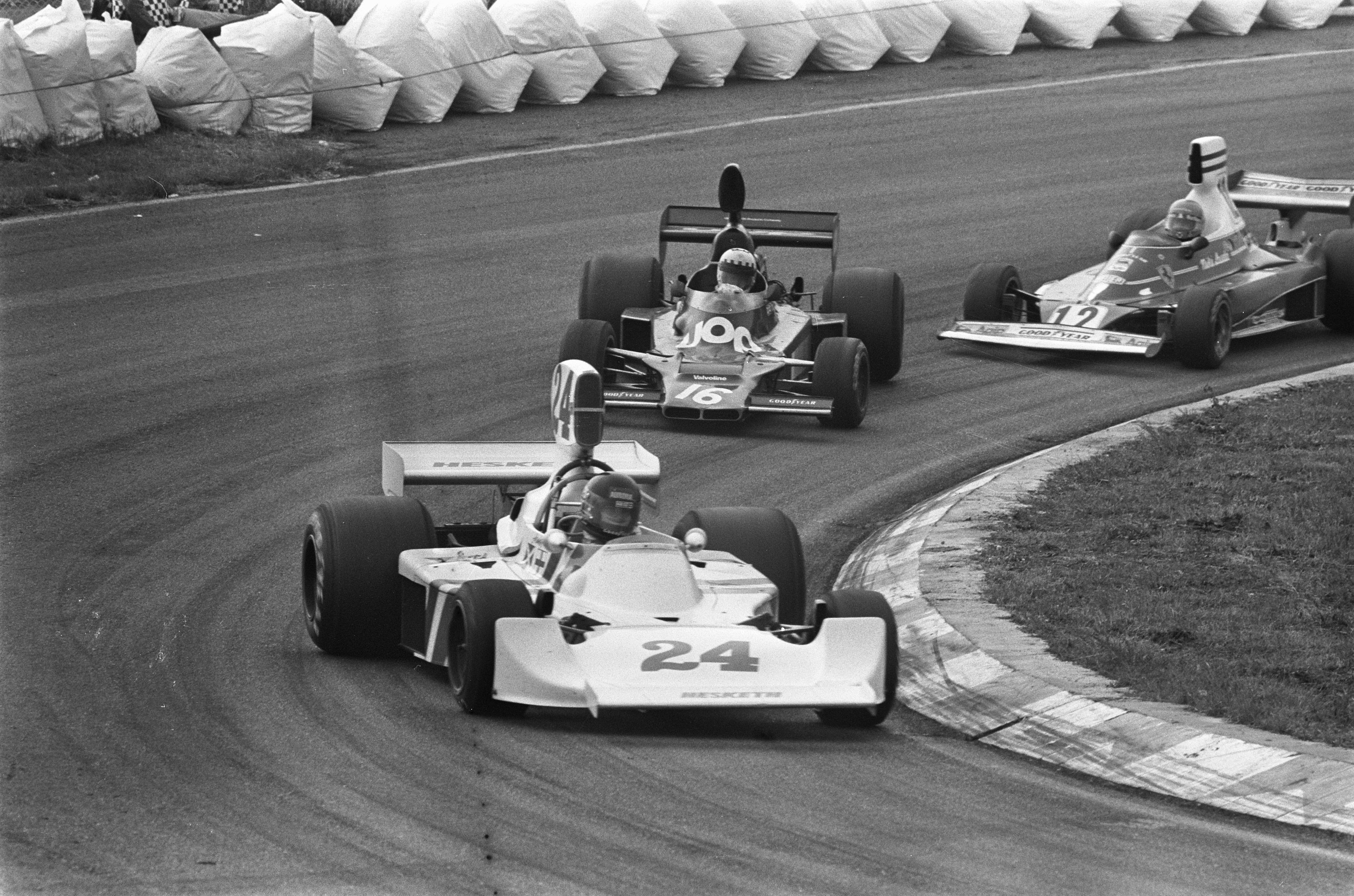
Hunt en el 308B lidera por delante de Pryce y Lauda; Zandvoort, 1975

Al año siguiente, 1975, se revisó la carrocería y se reposicionaron los radiadores. El coche se volvió más competitivo y Hunt ganó un Gran Premio en los Países Bajos, por delante del Ferrari 312T de Niki Lauda. Lord Hesketh ya no podía cubrir las necesidades de su equipo no patrocinado, por lo que Hunt se fue a McLaren al final de la temporada de 1975.

## Resultados
(Clave) (negrita indica pole position) (cursiva indica vuelta rápida)

| Año  | Equipo                           | Chasis | Motor              | Neu | Pilotos       | 1   | 2   | 3   | 4   | 5   | 6   | 7   | 8   | 9   | 10  | 11  | 12  | 13  | 14  | 15  | Pts | Pos |
| ---- | -------------------------------- | ------ | ------------------ | --- | ------------- | --- | --- | --- | --- | --- | --- | --- | --- | --- | --- | --- | --- | --- | --- | --- | --- | --- |
| 1974 | Hesketh Racing                   | 308    | Cosworth DFV V8 NA | F   |               | ARG | BRA | RSA | ESP | BEL | MON | SWE | NED | FRA | GBR | GER | AUT | ITA | CAN | USA | 15  | 6°  |
| 1974 | Hesketh Racing                   | 308    | Cosworth DFV V8 NA | F   | James Hunt    |     |     | Ret | 10  | Ret | Ret | 3   | Ret | Ret | Ret | Ret | 3   | Ret | 4   | 3   | 15  | 6°  |
| 1974 | Hesketh Racing                   | 308    | Cosworth DFV V8 NA | F   | Ian Scheckter |     |     |     |     |     |     |     |     |     |     |     | DNQ |     |     |     | 15  | 6°  |
| 1975 | Hesketh Racing                   | 308B   | Cosworth DFV V8 NA | G   |               | ARG | BRA | RSA | ESP | MON | BEL | SWE | NED | FRA | GBR | GER | AUT | ITA | USA |     | 33  | 4°  |
| 1975 | Hesketh Racing                   | 308B   | Cosworth DFV V8 NA | G   | James Hunt    | 2   | 6   | Ret | Ret | Ret | Ret | Ret | 1   | 2   | 4   | Ret | 2   |     |     |     | 33  | 4°  |
| 1975 | Hesketh Racing                   | 308B   | Cosworth DFV V8 NA | G   | Brett Lunger  |     |     |     |     |     |     |     |     |     |     |     | 13  | 13  | Ret |     | 33  | 4°  |
| 1975 | Custom Made Harry Stiller Racing | 308B   | Cosworth DFV V8 NA | G   | Alan Jones    |     |     |     | Ret | Ret | Ret | 11  |     |     |     |     |     |     |     |     | 33  | 4°  |
| 1975 | Polar Caravans                   | 308B   | Cosworth DFV V8 NA | G   | Torsten Palm  |     |     |     |     | DNQ |     | 10  |     |     |     |     |     |     |     |     | 33  | 4°  |
| 1975 | Warsteiner Brewery               | 308B   | Cosworth DFV V8 NA | G   | Harald Ertl   |     |     |     |     |     |     |     |     |     |     | 8   | Ret | 9   |     |     | 33  | 4°  |